# Abadia de Notre-Dame de Scourmont
L'′abadia de Notre-Dame de Scourmont (Abbaye de Notre-Dame de Scourmont) o monestir de Chimay és un monestir trapenc situat a l'altiplà de Scourmont, al poble de Forges que forma part de Chimay a la província de Hainaut, a Bèlgica. L'abadia és famosa per la seva vida espiritual, i la fàbrica de cervesa Chimay, una de les poques cerveseries trapenques existents al món.
La vida a l'abadia es caracteritza per l'oració, la lectura i el treball manual, els tres elements bàsics de la vida trapenca.

## La història
L'any 1844, Jean-Baptiste Jourdain, el sacerdot de Virelles, suggereix que l'altiplà de Scourmont era un lloc adequat per a un monestir. No obstant això, tots els intents anteriors per conrear l'àrid altiplà havien fracassat. Fr. Jourdain va obtenir el suport necessari del Príncep de José II de Chimay, l'abat de l'Abadia de Westmalle i l'Abadia de Westvleteren. Sis anys més tard, el 25 de juliol de 1850, un petit grup de monjos de Westvleteren es van establir a Scourmont i van fundar un priorat.
Va fer falta molt treball per transformar l'àrid sòl de Scourmont en fèrtils terres de cultiu. Es va fundar una granja al voltant del monestir, així com una formatgeria i una fàbrica de cervesa. El 24 de febrer del 1871, el papa Pius IX va concedir el priorat l'estatus d'abadia i va ser inaugurat el 7 de juliol del 1871. Des de llavors, altres monestirs han estat fundada per Scourmont, tals com l'Abadia de Caldey a l'Illa de Caldey en Pembrokeshire, Gal·les, que va ser presa dels benedictins, que es va traslladar a l'abadia de Prinknash (desembre de 1928) i Notre Dame de Mokotoin prop de Goma (Kivu, anteriorment el Congo Belga) (febrer de 1954).
L'actual església de l'abadia data de l'any 1950.

## Productes Chimay
Les famoses cerveses i formatges de l'abadia de Scourmont es comercialitzen sota el nom comercial de Chimay, en honor del poble on se situa l'abadia. Tant la cervesa Chimay com els formatges Chimay estan certificats pel segell de qualitat de l'Associació Internacional Trapenca.